# The Adventures of Mr. Pickwick
The Adventures of Mr. Pickwick er en britisk stumfilm fra 1921 af Thomas Bentley.

## Medvirkende
- Frederick Volpe som Samuel Pickwick
- Mary Brough som Mrs. Bardell
- Bransby Williams som Buzfuz
- Ernest Thesiger som Mr. Jingle
- Kathleen Vaughan som Arabella Allen
- Joyce Dearsley som Isabella Wardle
- Arthur Cleave som Mr. Nathaniel Winkle
- Athene Seyler som Rachel Wardle
- John Kelt som Mr. Augustus Snodgrass
- Hubert Woodward som Sam Weller
- Norman Page som Justice Stoneleigh